# Emanuel Lasker
Emanuel Lasker (24 tháng 12 năm 1868 – 11 tháng 1 năm 1941) là vận động viên cờ vua, nhà toán học, triết học, người Đức, là nhà Vô địch Cờ vua Thế giới trong vòng 27 năm (từ năm 1894 tới năm 1921). Trong thời kì đỉnh cao, Lasker là một trong những nhà vô địch vượt trội nhất, và ông vẫn được xem là một trong những kỳ thủ mạnh nhất trong lịch sử.
Những người cùng thời của ông đã nói rằng Lasker đã sử dụng sự tiếp cận "tâm lý" vào ván đấu, ngay cả khi ông đôi khi chơi thận trọng những nước cờ thấp cũng làm rối trí đối thủ. Tuy nhiên, những phân tích gần đây đã chỉ ra rằng  Lasker đã đi trước thời đại và sử dụng hướng giải quyết linh động hơn so với đối thủ đương thời, điều đó làm sửng sốt nhiều người trong họ. Lasker hiểu rằng sự phân tích khai cuộc lúc bấy giờ tuy tốt nhưng ông không đồng ý với phần lớn phân tích đó. Ông phát hành tạp chí cờ vua và 5 cuốn sách cờ, nhưng sau đó, những người chơi và nhà bình luận cảm thấy khó có thể rút ra bài học từ phương pháp của ông.